# Tu m'aimes-tu
Pour la série télévisée québécoise, voir Tu m'aimes-tu ?.
Tu m'aimes-tu, paru en octobre 1990, est le deuxième album solo de Richard Desjardins.
Encore méconnu du public, Desjardins lance cet album grâce au soutien financier de 1000 admirateurs.

## Liste des chansons
Toutes les chansons sont écrites et composées par Richard Desjardins, sauf où mentionné.
1. Tu m'aimes-tu
2. Le Bon Gars
3. L'Homme-canon
4. Signe distinctif (Paroles: Michel X Côté)
5. ...Et j'ai couché dans mon char
6. Nataq
7. Quand ton corps touche (Paroles: Michel X Côté)
8. Lucky Lucky
9. Va-t'en pas
10. Quand j'aime une fois j'aime pour toujours

## Prix et distinctions
Prix Québec Wallonie-Bruxelles du disque et de la chanson, 1992
Félix Auteur-compositeur de l'année (ADISQ), 1991
Félix Microsillon populaire de l'année (ADISQ), 1991
Félix Réalisateur de disque de l'année (ADISQ), 1991